# تام باهر-جونز
 تام باهر-جونز (انگلیسی: Tom Baehr-Jones؛ زاده ۱۵ ژانویه ۱۹۸۰) یک فیزیک‌دان است.